# Territorio Federal Armisticio
El Territorio Federal Armisticio fue un antiguo territorio federal de Venezuela creado el 18 de agosto de 1883 con los distritos Junín y Uribante del estado Táchira, el distrito Páez del estado Apure y la zona occidental de Barinas; fue disuelto en 19 de mayo de 1890 en las mismas entidades que le habían conformado.

## Generalidades
El territorio estaba ubicado en la Frontera entre Colombia y Venezuela, creado a partir de áreas de los estados Los Andes, Sur de Occidente y Bolívar y siendo sus límites los siguientes:

La desembocadura de la quebrada Novillero en el río Táchira, aguas arriba de este río, hasta su nacimiento en el páramo de Tamá; de aquí, siguiendo hacia el oriente la línea divisoria, para entonces, entre las repúblicas de Venezuela y Colombia, hasta llegar al río Arauca, al punto que se encuentra directamente al sur de la parroquia de Trinidad; y desde este punto, en línea recta hasta la desembocadura del río Caparo en Apure; luego se siguen las aguas de este río y las del río El Dorado hasta su confluencia con el río El Torbes, cuyo curso se sigue hasta donde se junta con el río Quirimarí; luego de las aguas de este último río hasta el punto denominado El Salto; y desde aquí en línea recta a las cabeceras de la quebrada Novillero, y el curso de este hasta su entrada en el Táchira, la cual se tomó como punto de partida.

Una de los principales razones para crear una entidad en esta zona poco poblada por el ejecutivo nacional, fue la colonización y explotación de sus bosques y minas, así como de la plantación de quina y viñedos, si bien en las entidades de las cuales fueron segregadas porciones de territorio se vio de forma nefasta para su economía y su situación social, pues el área se convirtió en refugio de delincuentes de los dos países limítrofes.
La capitalidad del territorio se trasladó de Delicias, cerca de Rubio, a la localidad de San Juan y luego a Palmarito. Finalmente el «Territorio Federal Armisticio» desaparece en 1890 con la disgregación del territorio en los distritos Junín, Uribante y Páez, los cuales fueron reintegrados al estado Bolívar.